# Rząd Stanislava Grossa
 Rząd Stanislava Grossa – rząd Czech pod kierownictwem Stanislava Grossa, powołany i zaprzysiężony 4 sierpnia 2004, składający się z przedstawicieli Czeskiej Partii Socjaldemokratycznej (ČSSD), Unii Chrześcijańskiej i Demokratycznej – Czechosłowackiej Partii Ludowej (KDU-ČSL) i Unii Wolności – Unii Demokratycznej (US-DEU). Urzędował do 25 kwietnia 2005.

## Skład rządu
| Stanowisko                                             | Minister         | Ugrupowanie      | Okres urzędowania                  |
| ------------------------------------------------------ | ---------------- | ---------------- | ---------------------------------- |
| Premier                                                | Stanislav Gross  | ČSSD             | 4 sierpnia 2004 – 25 kwietnia 2005 |
| Pierwszy wicepremier Minister pracy i spraw socjalnych | Zdeněk Škromach  | ČSSD             | 4 sierpnia 2004 – 25 kwietnia 2005 |
| Wicepremier ds. gospodarczych                          | Martin Jahn      | bezpartyjny/ČSSD | 4 sierpnia 2004 – 25 kwietnia 2005 |
| Wicepremier Minister sprawiedliwości                   | Pavel Němec      | US-DEU           | 4 sierpnia 2004 – 25 kwietnia 2005 |
| Wicepremier Minister transportu                        | Milan Šimonovský | KDU-ČSL          | 4 sierpnia 2004 – 25 kwietnia 2005 |
| Minister finansów                                      | Bohuslav Sobotka | ČSSD             | 4 sierpnia 2004 – 25 kwietnia 2005 |
| Minister spraw zagranicznych                           | Cyril Svoboda    | KDU-ČSL          | 4 sierpnia 2004 – 25 kwietnia 2005 |
| Minister spraw wewnętrznych                            | František Bublan | bezpartyjny/ČSSD | 4 sierpnia 2004 – 25 kwietnia 2005 |
| Minister rozwoju regionalnego                          | Jiří Paroubek    | ČSSD             | 4 sierpnia 2004 – 25 kwietnia 2005 |
| Minister przemysłu i handlu                            | Milan Urban      | ČSSD             | 4 sierpnia 2004 – 25 kwietnia 2005 |
| Minister środowiska                                    | Libor Ambrozek   | KDU-ČSL          | 4 sierpnia 2004 – 25 kwietnia 2005 |
| Minister rolnictwa                                     | Jaroslav Palas   | ČSSD             | 4 sierpnia 2004 – 25 kwietnia 2005 |
| Minister szkolnictwa, młodzieży i sportu               | Petra Buzková    | ČSSD             | 4 sierpnia 2004 – 25 kwietnia 2005 |
| Minister zdrowia                                       | Milada Emmerová  | ČSSD             | 4 sierpnia 2004 – 25 kwietnia 2005 |
| Minister kultury                                       | Pavel Dostál     | ČSSD             | 4 sierpnia 2004 – 25 kwietnia 2005 |
| Minister obrony                                        | Karel Kühnl      | US-DEU           | 4 sierpnia 2004 – 25 kwietnia 2005 |
| Minister informatyki                                   | Vladimír Mlynář  | US-DEU           | 4 sierpnia 2004 – 25 kwietnia 2005 |
| Minister bez teki Przewodniczący Rady Legislacyjnej    | Jaroslav Bureš   | bezpartyjny/ČSSD | 4 sierpnia 2004 – 25 kwietnia 2005 |